# 莅戸政以
莅戸 政以（のぞき まさもち）は、江戸時代後期の出羽国米沢藩の藩士。家格は馬廻組、後に一代侍組。上杉治憲（鷹山）の重臣であった莅戸善政の嫡子。子は莅戸政以、杉原美親。

## 経歴
安永5年（1776年）に藩校興譲館が落成すると定詰勤学生の一人となる。政以は入館生の中では最年少であった。
天明3年（1783年）に父が隠居すると家督相続し、父同様に仲之間詰となる。寛政元年（1789年）には世子上杉顕孝の用人になり、寛政2年（1790年）には顕孝の傳役兼小姓頭次席となる。顕孝が死去すると上杉斉定の傳役に転じる。
その後、父は後に隠居の身でありながら、中老職として藩政に参画する。父が奉行職となった寛政10年（1798年）には父の補佐となって、中老職となる。
父が死去した翌年の享和4年2月6日（1804年3月17日）には、父が就任していた奉行及び郷村頭取、御勝手方などを継承し、藩政を担う。
奉行在職中に死去。政以の遺言に対して、鷹山の親書が送られる。
奉行職は大石綱豊に引き継がれたが、莅戸家は子の政在の代に永代侍組となった。また、細井平洲の没後に香坂昌直に薦めて古賀精里の門人となり、朱子学を学ばせたが、後に香坂が藩校総裁になったので米沢藩の藩学が折衷学から朱子学に転換される遠因となる。

## 著作
文化7年（1810年）上呈の『政体邇言』がある。この他、「学而弁」、「子愛篇」などがある。